# Небезпечні аборти

Вішалка, якою проводяться нелегальні самоаборти, як символ руху за право на аборт

Небезпечні аборти (англ. Unsafe abortion) — переривання вагітності людьми з нестачею необхідних навичок та (або) в умовах, що не відповідають мінімальним медичним стандартам. Вони включають самостійно виконані аборти, аборти в антисанітарних умовах, аборти, виконані медичним персоналом без надання післяабортного догляду.
Більшість небезпечних абортів виконуються там, де недоступна сучасна контрацепція, у країнах, що розвиваються (кваліфікований персонал та умови є недоступними), де аборти є забороненими законом, тобто нелегальними або кримінальними (чим більш обмежуюче законодавство, тим вищі показники смертності та ускладнень).
На відміну від професійно виконаних абортів, небезпечні аборти є процедурою, що загрожує життю. За наявними даними, щороку стається біля 25 мільйонів небезпечних абортів (більшість з яких — у країнах, що розвиваються), які призводять до ускладнень для близько 7 мільйонів жінок на рік. Небезпечні аборти є однією з головних причин материнської смертності (5–13% смертей жінок протягом вагітності та пологів).

## Нелегальні аборти

### Україна
Кримінальний аборт (у кримінальному законодавстві України — незаконне проведення аборту) — штучне переривання вагітності у країнах, де воно заборонене законом і тягне за собою кримінальну відповідальність. Аборт визнається незаконним, якщо проводиться з порушенням встановлених правил: поза лікувальною установою, в антисанітарних умовах, при наявності протипоказань до аборту, проводиться особою без вищої медичної освіти. Спосіб здійснення аборту при цьому значення не має.
Суб'єктом злочину може бути особа, яка не має спеціальної медичної освіти і досягла 16-річного віку. Це можуть бути і лікарі, які не мають права на оперативні втручання (стоматологи, терапевти), особи середнього медичного персоналу (акушерки, фельдшери тощо) та люди, які не мають відношення до медичної професії. Виконавців можуть не притягати до кримінальної відповідальності, якщо вони діяли в стані крайньої необхідності, тобто щоб врятувати життя вагітної жінки. Вагітна жінка, яка самостійно викликала штучне переривання вагітності, в Україні не підлягає кримінальній відповідальності. 
Відповідальність відповідно до статті 134 КК України та карається штрафом від 50 до 100 неоподатковуваних мінімумів або громадськими роботами на строк від 100 до 240 годин, або виправними роботами на строк до 2 років, або обмеженням волі на строк до 2 років. Якщо аборт спричинив тривалий розлад здоров'я, безплідність або смерть потерпілої, — карається обмеженням волі на строк до 5 років або позбавленням волі на той самий строк, з позбавленням права обіймати певні посади.

## В культурі
Перша книга нобелівської лавреатки, французької феміністської письменниці Анні Ерно «Вичищена» (фр. Les Armoires videos, 1974) була присвячена підпільному аборту, який письменниця зробила в 1964 році і приховувала від своєї родини.
Для широкого загалу в літературі висвітлені окремі судово-медичні випадки кримінальних абортів у творчості Андрія Ломачинського, в «Записках судмедексперта».